# Võ Thiện Thanh
Võ Thiện Thanh (sinh ngày 14 tháng 12 năm 1968 tại Bình Thuận) là một nhạc sĩ, nhà sản xuất nhạc của Việt Nam. Anh từng giành được 4 đề cử và 2 giải Cống hiến. 
Võ Thiện Thanh là nhà sản xuất nhạc bảo chứng về chất lượng nghệ thuật cho những dự án mà anh thử nghiệm đa đạng các thể loại nhạc, các sản phẩm do Thanh sản xuất đã định hình phong cách và mang lại đề cử giải Cống hiến cho nhiều nghệ sĩ tên tuổi như Sôcôla (Đoan Trang, 2005), Thiên đàng (Thu Minh, 2006), Classic Meets Chillout (Phạm Thu Hà, 2012), Street Rhythm (Hà Anh Tuấn, 2015), Saigon Feel (Hồ Trung Dũng, 2018), Khanh Linh’s Journey (Khánh Linh, 2020) và Nụ cười (Nguyên Thảo, 2024).

## Tiểu sử
Võ Thiện Thanh, báo điện tử VnExpress, 9 tháng 7 năm 2004.
Võ Thiện Thanh sinh ngày 14 tháng 12 năm 1968 tại Bình Thuận. Anh mê nhạc từ nhỏ và quyết theo nghiệp sáng tác lúc còn học phổ thông ở Hàm Tân (Bình Thuận). Cuối những năm 80, anh nộp đơn vào Nhạc viện nhưng bị từ chối vì lý do lý lịch. Anh vào Vũng Tàu học nghề chụp ảnh.
Năm 1993, anh được vào Nhạc viện.
Vì lý do tài chính, ở thời điểm 1993-1994, ngoài giờ học, Võ Thiện Thanh phải dùng đàn ở tiệm bán đàn organ của một người bạn để mày mò tự phối khí, kiểm nghiệm hiệu quả của những giai điệu mà mình viết ra. Năm 2000, hãng Kim Lợi mua và thực hiện băng đĩa những bài hát như Tiếng rao, Bạn tôi, Tình 2000... khiến sức ảnh hưởng của nhạc sĩ Võ Thiện Thanh lan rộng.
Anh là việc biên tập và phối khí cho đĩa Xích lô vào năm 2001-một cột mốc đáng nhớ trong sự nghiệp của anh do album này được xem là hiện tượng khoảng thời gian đó. Nhiều ý kiến đề cập đến sự lạ lùng của Xích lô bởi phần hòa âm phối khí rất cá tính, thể hiện tư duy và sự phóng khoáng.
Năm 2006, anh thực hiện album Thiên Đàng cho ca sĩ Thu Minh tạo ra một hiện tượng trong thị trường âm nhạc với nhiều ca khúc nổi tiếng như "Chuông gió" và "Bóng mây qua thềm". Võ Thiện Thanh được nhận ba danh hiệu Ca khúc của năm (liveshow Bài hát Việt), Nhạc sĩ của năm (Giải thưởng âm nhạc cống hiến) và Nhạc sĩ xuất sắc (giải Mai vàng).
Võ Thiện Thanh tâm niệm rằng: "Cái mới của nghệ thuật phải có tính đại chúng, nghệ thuật đó mới được lưu hành rộng rãi"... Hiện anh đã có vợ và con gái.

## Danh sách đĩa nhạc

#### Album phòng thu
| Năm  | Tên | Định dạng       | Chú thích |
| ---- | --- | --------------- | --- |
| 2000 | Bạn tôi                                                                                                   | CD, Cassette    | Cùng Phương Thanh, Bằng Kiều, Thu Phương, Lam Trường, Cẩm Ly, Quang Linh, Đan Trường, Lê Uyên Nhi và Minh Thuận       |
| 2008 | Listen or Walk: Nhạc thời trang Việt Nam                                                                  | CD, kỹ thuật số | Cùng Hồng Nhung, Thảo Trang và 5 Dòng Kẻ                                                                              |
| 2009 | Kiss of the Sea: Nụ hôn của biển                                                                          | CD, kỹ thuật số | |
| 2014 | Trung Nguyên Lounge Music - Old Forest Has Closed: Rừng xưa đã khép - Jungle Harmony: Hòa âm của đại ngàn | CD              | Cùng Nguyên Thảo, Khánh Linh, Hà Anh Tuấn, Nhóm bè Cadillac, Phương Vy, Thảo Trang, Xuân Lân và Lan Hương (5 Dòng kẻ) |

#### Sản xuất
| Cẩm Ly - Phố hoa - Cơn mơ hoang đường (2001) Mỹ Lệ - Cho nhau một nụ cười (2003) Quang Vinh - Ngày không vội vã (2004) Đoan Trang - Socola (2005) Quang Linh - Ngỡ đâu trăng đã qua đời (2005) Thu Minh - Thiên đàng (2006) Hà Anh Tuấn - Café sáng (2007) - Acoustic Guitar: Mơ Tóc (2008) - Streets Rhythm (2015) - Người Việt Nam (2023) | Phạm Thu Hà - Classic Meets Chillout (2012) Hoàng Quyên - Sóng hấp dẫn (2018), cùng Đỗ Bảo Hồ Trung Dũng - Saigon Feel (2018) Khánh Linh - Khanh Linh’s Journey (2020) Dương Thùy Anh - Lắng – Contemplation (EP, 2023) Nguyên Thảo - Nụ cười (2024) Hồng Nhung - Cảm ơn (2025) Album nhạc phim - Giải cứu thần chết (2009) |

#### Biên tập và hòa âm phối khí
- Xích lô (2001) - Nhiều nghệ sĩ
- Tình yêu tìm thấy (2003) - Quang Vinh

#### Sáng tác
| Năm phát hành | Ca sĩ thể hiện              | Album                             | Bài hát                          |
| ------------- | --------------------------- | --------------------------------- | -------------------------------- |
| 1998          | Huy MC & Thu Phương         | Miền yêu thương                   | "Khi mùa thu đến"                |
| 1998          | Huy MC                      | Miền yêu thương                   | "Miền yêu thương"                |
| 1999          | Phương Thanh                | Lang thang - Tình 2000            | "Tình 2000"                      |
| 1999          | Phương Thanh                | Lang thang - Tình 2000            | "Tình ca muôn đời"               |
| 1999          | Phương Thanh & Minh Thuận   | Ta chẳng còn ai                   | "Rock con diều"                  |
| 2000          | Phương Thanh                | Tiếng rao                         | "Tiếng rao"                      |
| 2000          | Phương Thanh                | Tiếng rao                         | "Đừng qua lối đó"                |
| 2000          | Lam Trường                  | Mãi cho tình lênh đênh            | "Mãi cho tình lênh đênh"         |
| 2000          | Lam Trường                  | Mãi cho tình lênh đênh            | "Vấn vương"                      |
| 2000          | Lam Trường                  | Mãi cho tình lênh đênh            | "Mưa"                            |
| 2000          | Cẩm Ly & Minh Thuận         | Bạn tôi                           | "Trú mưa"                        |
| 2000          | Quang Linh                  | Bạn tôi                           | "Bạn tôi"                        |
| 2000          | Thu Phương                  | Bạn tôi                           | "Quán cóc"                       |
| 2000          | Bằng Kiều                   | Bạn tôi                           | "Mùa hè lấp lánh"                |
| 2000          | Đan Trường & Cẩm Ly         | Bạn tôi                           | "Hạ xanh"                        |
| 2000          | Thu Phương & Huy MC         | Bạn tôi                           | "Hay là nụ hôn đầu tiên"         |
| 2000          | Cẩm Ly                      | Mãi không phai                    | "Những anh chàng ngộ nhận"       |
| 2001          | Cẩm Ly                      | Chồng xa                          | "Chồng xa"                       |
| 2001          | Cẩm Ly                      | Phố hoa - Cơn mưa hoang đường     | "Gió bấc"                        |
| 2001          | Quang Linh                  | Ru lại câu hò                     | "Chuyện làm dâu"                 |
| 2001          | Mỹ Tâm                      | Mãi yêu                           | "Sóng"                           |
| 2001          | Mỹ Tâm                      | Xích lô                           | "Xích lô"                        |
| 2002          | Thu Phương & Huy MC         | Như chưa bắt đầu                  | "Khúc xuân"                      |
| 2002          | Cẩm Ly                      | Bến vắng - Biết yêu khi nào       | "Nhớ nhà"                        |
| 2003          | Mỹ Lệ                       | Cho nhau một nụ cười              | "Từ khi em đến"                  |
| 2003          | Mỹ Lệ                       | Cho nhau một nụ cười              | "Trốn chạy"                      |
| 2003          | Mỹ Tâm                      | Yesterday and Now                 | "Ước gì"                         |
| 2003          | Đoan Trang                  | Khi tôi 20                        | "Khi tôi 20"                     |
| 2003          | Quang Vinh                  | Tình yêu tìm thấy                 | "Mười hai câu nói ấm áp"         |
| 2003          | Quang Vinh                  | Tình yêu tìm thấy                 | "Tiếng sét"                      |
| 2004          | Quang Vinh                  | Ngày không vội vã                 | "Ngày cuối tuần"                 |
| 2004          | Quang Vinh                  | Ngày không vội vã                 | "Bóng dáng tình yêu"             |
| 2004          | Quang Vinh                  | Ngày không vội vã                 | "Ngày không vội vã"              |
| 2004          | Quang Vinh                  | Ngày không vội vã                 | "Anh thích lúc em cười"          |
| 2004          | Quang Vinh                  | Ngày không vội vã                 | "Ồ! Chỉ là mơ"                   |
| 2004          | Quang Vinh                  | Ngày không vội vã                 | "Bình minh"                      |
| 2004          | Quang Vinh                  | Ngày không vội vã                 | "Tôi vẫn mơ em về"               |
| 2004          | Cẩm Ly                      | Có những chiều em đến - Hoài công | "Vợ thằng Đậu"                   |
| 2004          | Thu Minh                    | Nếu như                           | "Bóng mây qua thềm"              |
| 2005          | Mỹ Tâm                      | Hoàng hôn thức giấc               | "Giấc mơ mùa thu"                |
| 2005          | Mỹ Tâm                      | Hoàng hôn thức giấc               | "Em đã yêu anh"                  |
| 2005          | Hồ Quỳnh Hương              | Ngày dịu dàng                     | "Ngày hôm qua"                   |
| 2005          | Hồ Quỳnh Hương              | Ngày dịu dàng                     | "Nỗi niềm"                       |
| 2005          | Đoan Trang                  | Socola                            | "Bâng khuâng"                    |
| 2005          | Đoan Trang                  | Socola                            | "Socola"                         |
| 2005          | Đoan Trang                  | Socola                            | "Tóc hát"                        |
| 2005          | Đoan Trang                  | Socola                            | "Những khi ta buồn"              |
| 2005          | Đoan Trang                  | Socola                            | "Tia nắng bình yên"              |
| 2005          | Đoan Trang                  | Socola                            | "Hạnh phúc xa vời"               |
| 2005          | Đoan Trang                  | Socola                            | "Hãy tin ở tim mình"             |
| 2005          | Đoan Trang                  | Socola                            | "Phố mưa"                        |
| 2005          | Lệ Quyên                    | Giấc mơ có thật                   | "Trăng chiều"                    |
| 2005          | Quang Linh                  | Ngỡ đâu trăng đã qua đời          | "Chợ chiều"                      |
| 2005          | Quang Linh                  | Ngỡ đâu trăng đã qua đời          | "Ngỡ đâu trăng đã qua đời"       |
| 2005          | Lam Trường & Hồ Quỳnh Hương | Khi em ra đi                      | "Vì em chính là em"              |
| 2006          | Thu Minh                    | Thiên đàng                        | "Hương thơm diệu kỳ"             |
| 2006          | Thu Minh                    | Thiên đàng                        | "Ngày của tôi"                   |
| 2006          | Thu Minh                    | Thiên đàng                        | "Dế Wellcom"                     |
| 2006          | Thu Minh                    | Thiên đàng                        | "Thiên đàng"                     |
| 2006          | Thu Minh                    | Thiên đàng                        | "Chuông gió"                     |
| 2007          | Mỹ Tâm                      | Vút bay                           | "Ô cửa sổ"                       |
| 2007          | Mỹ Tâm                      | Vút bay                           | "Giấc mơ mùa hè"                 |
| 2007          | Hà Anh Tuấn                 | Café sáng                         | "Buổi sáng ở Ciao Café"          |
| 2007          | Hà Anh Tuấn                 | Café sáng                         | "Làm sao nói yêu em"             |
| 2007          | Hà Anh Tuấn                 | Café sáng                         | "Lúc nào anh cũng nghĩ về em"    |
| 2007          | Hà Anh Tuấn                 | Café sáng                         | "Tôi không thấy anh ấy sáng nay" |
| 2007          | Hà Anh Tuấn                 | Café sáng                         | "Sắc màu cuộc sống"              |
| 2007          | Hà Anh Tuấn                 | Café sáng                         | "Tôi đang sống"                  |
| 2007          | Hà Anh Tuấn                 | Café sáng                         | "Vòng xoay"                      |
| 2007          | Phạm Anh Khoa               | PAK                               | "Con hạc giấy"                   |
| 2009          | Minh Hằng                   | Giải cứu thần chết                | "Ngày mới bất ngờ"               |
| 2009          | Thảo Trang                  | Giải cứu thần chết                | "Con đường em mơ"                |
| 2009          | Đông Nhi                    | Giải cứu thần chết                | "Đừng ngồi yên trong góc tối"    |
| 2009          | Vương Dung & Anh Khang      | Dzung                             | "Chầm chậm đi nhé"               |
| 2011          | Hồng Nhung                  | Vòng tròn                         | "Vòng tròn"                      |
| 2011          | Hoàng Hải & Nguyên Thảo     |                                   | "Một hôm bỗng nhớ"               |
| 2011          | Nguyên Thảo                 |                                   | "Tình xô mãi đời ta"             |
| 2015          | Hà Anh Tuấn                 | Streets Rhythm                    | "Espresso"                       |
| 2015          | Hà Anh Tuấn                 | Streets Rhythm                    | "Cô gái bên kia phố"             |
| 2015          | Hà Anh Tuấn                 | Streets Rhythm                    | "Red Car"                        |
| 2015          | Hà Anh Tuấn                 | Streets Rhythm                    | "Phố"                            |
| 2015          | Hà Anh Tuấn                 | Streets Rhythm                    | "Streets Rhythm"                 |
| 2015          | Hà Anh Tuấn                 | Streets Rhythm                    | "Ngã tư"                         |
| 2015          | Hà Anh Tuấn                 | Streets Rhythm                    | "Selfie"                         |
| 2015          | Hà Anh Tuấn                 | Streets Rhythm                    | "Mưa nắng Sài Gòn"               |
| 2015          | Hà Anh Tuấn & Phương Linh   | Streets Rhythm                    | "Cà phê mang đi"                 |
| 2018          | Hoàng Quyên                 | Sóng hấp dẫn                      | "Như là cơn mưa tới"             |
| 2018          | Hoàng Quyên                 | Sóng hấp dẫn                      | "Bên kia ngọn đồi"               |
| 2018          | Hoàng Quyên                 | Sóng hấp dẫn                      | "Mơ sóng"                        |
| 2018          | Hoàng Quyên                 | Sóng hấp dẫn                      | "Mây trắng giữa trời"            |
| 2018          | Hồ Trung Dũng               | Saigon Feel                       | "Đôi mắt"                        |
| 2018          | Hồ Trung Dũng               | Saigon Feel                       | "Sài Gòn có mùa thu"             |
| 2018          | Hồ Trung Dũng               | Saigon Feel                       | "Gõ cửa thiên đường"             |
| 2018          | Phạm Thu Hà                 |                                   | "Vũ điệu bình minh"              |
| 2020          | Khánh Linh & MTV            | Khanh Linh's Journey              | "Bài ca tự do"                   |
| 2020          | Khánh Linh                  | Khanh Linh's Journey              | "Bay trên những ngọn đồi"        |
| 2020          | Khánh Linh                  | Khanh Linh's Journey              | "Mưa đêm"                        |
| 2020          | Khánh Linh                  | Khanh Linh's Journey              | "Tình ca thủy thủ"               |
| 2020          | Khánh Linh                  | Khanh Linh's Journey              | "Nghe tiếng trùng khơi"          |
| 2020          | Khánh Linh                  | Khanh Linh's Journey              | "Băng qua cánh đồng"             |
| 2020          | Khánh Linh                  | Khanh Linh's Journey              | "Tiếng chuông"                   |
| 2020          | Khánh Linh                  | Khanh Linh's Journey              | "Tôi quét lá đa"                 |
| 2023          | Thảo Trang                  |                                   | "Nắng hát"                       |
| 2023          | Hà Anh Tuấn                 | Người Việt Nam                    | "Những đứa con của rồng"         |
| 2023          | Hà Anh Tuấn                 | Người Việt Nam                    | "Người Việt Nam                  |
| 2023          | Hà Anh Tuấn                 | Người Việt Nam                    | "Người đi xuyên thời gian"       |
| 2023          | Hà Anh Tuấn                 | Người Việt Nam                    | "Chân trời"                      |
| 2023          | Hà Anh Tuấn                 | Người Việt Nam                    | "Sống đời rực rỡ"                |
| 2023          | MTV & Cadillac              |                                   | "Hạnh phúc ơi"                   |
| 2024          | Hồng Hạnh                   | Yêu em biển xanh                  | "Yêu em biển xanh"               |
| 2024          | Lê Minh                     |                                   | "Giấc mơ còn xanh"               |
| 2024          | Hồng Nhung                  |                                   | "Giọt nước mắt"                  |
| 2024          | Nguyên Thảo                 | Nụ cười                           | "Sương cỏ"                       |
| 2024          | Nguyên Thảo                 | Nụ cười                           | "Nhớ em"                         |
| 2024          | Nguyên Thảo                 | Nụ cười                           | "Dã quỳ"                         |
| 2024          | Nguyên Thảo                 | Nụ cười                           | "Bọn trẻ trên thiên đàng"        |
| 2024          | Nguyên Thảo                 | Nụ cười                           | "Nụ cười"                        |